# Don’t Blow Your Cover: A Tribute to KMFDM
Don’t Blow Your Cover: A Tribute to KMFDM – tribute album zawierający covery różnych wykonawców zespołu industrialnego KMFDM, wydany w 2000 roku przez Cleopatra Records. Album został również wydany pod alternatywnym tytułem Stray Bullet: A Tribute to KMFDM. Pierwotny tytuł nawiązuje do albumu Don't Blow Your Top, a drugi do utworu „Stray Bullet”.

## Lista utworów
1. PIG – „Disobiedence”
2. Günter Schulz – „Light” (Musikist Macht Mix)
3. Dkay.com/Die Krupps – „Power”
4. Sigue Sigue Sputnik – „Virus”
5. Razed in Black – „A Drug Against War”
6. Rosetta Stone – „Vogue”
7. 16Volt vs. Spahn Ranch – „Don’t Blow Your Top”
8. Sheep on Drugs – „Money”
9. Transmutator – „Spiritual House” (feat. Shirley Dalton)
10. Interface vs. Nick Shifter – „Sex on a Flag”
11. Inertia – „Juke Joint Jezebel”
12. Shining – „Megalomaniac” (feat. Julian Beeston)
13. The Filmstrip – „Stray Bullet”